# Associazione Sportiva Acireale 1948-1949
Questa voce raccoglie le informazioni riguardanti il  A.S. Acireale nelle competizioni ufficiali della stagione 1948-1949 Serie C.

## Stagione
La stagione 1948-1949  della Serie C riduce il suo copioso organico (da 288 alle 82) di squadre suddivise in quattro gironi. In casa Acireale in crisi economica si cercano fondi per il mantenimento della categoria, che arriveranno in parte dall'amministrazione comunale, che sarà sempre presente come ente finanziatore per il prosieguo delle strada dell'Acireale. La presidenza, viene affidata all'uomo d'affari Mariano Maugeri mentre l'allenatore è confermato Armando Creziato sostituito in corso della stagione (12/12/48) con Federico Munerati. L'Acireale realizza 32 punti e si piazza all'undicesimo posto, come l'anno precedente parte malissimo ma nel finale riesce a trovare la salvezza.

## Rosa
| N. |                   | Ruolo | Calciatore                        |
| -- | ----------------- | ----- | --------------------------------- |
|    | Italia (bandiera) | P     | Agostino Scaglioni                |
|    | Italia (bandiera) | D     | A. Spada                          |
|    | Italia (bandiera) | D     | Adilio Pugliese                   |
|    | Italia (bandiera) | C     | Gian Carlo Bossi                  |
|    | Italia (bandiera) | C     | Giovambattista detto Rino Cortesi |
|    | Italia (bandiera) | A     | L. Gasperini                      |
|    | Italia (bandiera) | D     | A. Baratucci                      |
|    | Italia (bandiera) | C     | Ranieri Valdirosa                 |
|    | Italia (bandiera) | A     | Cosimo D'Andrea                   |
|    | Italia (bandiera) | A     | Giuseppe Rizzo                    |
|    | Italia (bandiera) | A     | Giuseppe Barbi                    |

| N. |                   | Ruolo | Calciatore       |
| -- | ----------------- | ----- | ---------------- |
|    | Italia (bandiera) |       | Schillaci        |
|    | Italia (bandiera) | C     | Mario Pala       |
|    | Italia (bandiera) | C     | Bruno Ventura    |
|    | Italia (bandiera) | A     | R. Zafferana     |
|    | Italia (bandiera) | A     | Livio Allegra    |
|    | Italia (bandiera) | A     | Armando Creziato |
|    | Italia (bandiera) |       | Sciuto           |
|    | Italia (bandiera) | P     | Renato Civaschi  |

## Risultati

### Serie C 1948-1949 Girone D

#### Girone di andata
| Arbitro: | Altomare (Taranto) |

|  |           |       |
|  | Marcatori | Curto |

| Scafati 10 ottobre 1948 2ª giornata | Scafatese | 0 – 1 [Annullata per il ritiro della Scafatese dal campionato referto] | Acireale | 28 Settembre |
| \| \| \| \| \| \| Marcatori \| \|   |           |                                                                        |          |              |
|                                     |           |                                                                        |          |              |
|                                     | Marcatori | Gol                                                                    |          |              |

| Arbitro: | Marchese (Frattamaggiore) |

|                   |           |          |
| Bratta (autorete) | Marcatori | Pultrone |

| 24 ottobre 1948 4ª giornata | Igea Virtus | 1 – 1 | Acireale |  |

| Arbitro: | Scalisi (Roma) |

|  |           |               |
|  | Marcatori | Zega Prevosti |

| 4 novembre 1948 6ª giornata |  | – [Turno di riposo - Acireale referto] |  |  |

| 7 novembre 1948 7ª giornata | Crotone | 1 – 0 | Acireale |  |

| Arbitro: | Toni (Roma) |

|                  |           |  |
| Creziato Cortesi | Marcatori |  |

| Arbitro: | De Angelis (Salerno) |

|       |           |  |
| Bossi | Marcatori |  |

| 28 novembre 1948 10ª giornata | Stabia | 3 – 0 | Acireale |  |

| Arbitro: | Riolo (Palermo) |

|       |           |  |
| Bossi | Marcatori |  |

| Arbitro: | Lo Cascio (Palermo) |

|                      |           |                |
| Rizzo Bossi Pugliese | Marcatori | Fabbri Zanardi |

| Arbitro: | Paudice (Napoli) |

|       |           |  |
| Bossi | Marcatori |  |

| Arbitro: | De Angelis (Taranto) |

|                   |           |  |
| 4' e 29' Bertolin | Marcatori |  |

| Arbitro: | Marchese (Frattamaggiore) |

|                |           |  |
| Bossi D'Andrea | Marcatori |  |

| Arbitro: | Casini (Palermo) |

|             |           |          |
| Foscolo 26’ | Marcatori | 46’Bossi |

| 16 gennaio 1949 17ª giornata | Benevento | 3 – 0 | Acireale |  |

| Arbitro: | Marangio (Lecce) |

|       |           |         |
| Rizzo | Marcatori | Biavati |

| Torre Annunziata 30 gennaio 1949 19ª giornata | Torrese           | 2 – 0 | Acireale | Campo Formisano\| Arbitro: \| Caputi (Molfetta) \| |
| Arbitro:                                      | Caputi (Molfetta) |       |          |                                                    |

#### Girone di ritorno
| 6 febbraio 1949 20ª giornata | Drepanum        | 0 – 0 | Acireale | Campo Aula\| Arbitro: \| Leone (Palermo) \| |
| Arbitro:                     | Leone (Palermo) |       |          |                                             |

| 13 febbraio 1949 21ª giornata | Acireale | – [Annullata per il ritiro della Scafatese dal campionato referto] | Scafatese |  |

| 20 febbraio 1949 22ª giornata | Foggia | 0 – 0 | Acireale |  |

| Arbitro: | Cristianello (Bari) |

|          |           |         |
| D'Andrea | Marcatori | Scimone |

| 13 marzo 1949 24ª giornata | Catania | 0 – 0 | Acireale |  |

| 20 marzo 1949 25ª giornata |  | – [Turno di riposo - Acireale referto] |  |  |

| 27 marzo 1949 26ª giornata | Acireale        | 0 – 0 | Crotone | \| Arbitro: \| Riolo (Palermo) \| |
| Arbitro:                   | Riolo (Palermo) |       |         |                                   |

| 3 aprile 1949 27ª giornata | Nocerina | 0 – 0 | Acireale |  |

| 10 aprile 1949 28ª giornata | Catanzaro | 0 – 0 | Acireale |  |

| Arbitro: | Occhinegro (Taranto) |

|             |           |         |
| Rizzo Bossi | Marcatori | Bellini |

| 24 aprile 1949 30ª giornata | Potenza | 1 – 0 | Acireale |  |

| 2 maggio 1949 31ª giornata | Avellino | 1 – 0 | Acireale |  |

| 8 maggio 1949 32ª giornata | Brindisi | 1 – 0 | Acireale |  |

| Arbitro: | Leone (Palermo) |

|             |           |         |
| Barbi Bossi | Marcatori | Voglino |

| 22 maggio 1949 34ª giornata | Cosenza | 2 – 0 | Acireale |  |

| Arbitro: | Gentile (Catanzaro) |

|               |           |          |
| Gasperini 85’ | Marcatori | 39’Spada |

| 5 giugno 1949 36ª giornata              | Acireale  | 1 – 0 | Benevento |  |
| \| \| \| \| \| Rizzo \| Marcatori \| \| |           |       |           |  |
|                                         |           |       |           |  |
| Rizzo                                   | Marcatori |       |           |  |

| 12 giugno 1949 37ª giornata                       | Reggina   | 2 – 0 | Acireale |  |
| \| \| \| \| \| Collica Biavati \| Marcatori \| \| |           |       |          |  |
|                                                   |           |       |          |  |
| Collica Biavati                                   | Marcatori |       |          |  |

| Arbitro: | Toni (Roma) |

|                |           |            |
| Rizzo D'Andrea | Marcatori | Castagnola |